# Skallerup Sogn (Morsø Kommune)
 For alternative betydninger, se Skallerup Sogn. (Se også artikler, som begynder med Skallerup Sogn)
Skallerup Sogn er et sogn i Morsø Provsti (Aalborg Stift).
I 1800-tallet var Skallerup Sogn anneks til Dragstrup Sogn. Begge sogne hørte til Morsø Nørre Herred i Thisted Amt. Dragstrup-Skallerup sognekommune blev ved kommunalreformen i 1970 indlemmet i Morsø Kommune.
I Skallerup Sogn ligger Skallerup Kirke.
I sognet findes følgende autoriserede stednavne:
- Rovvig (vandareal)
- Skallerup (bebyggelse, ejerlav)
- Torup (bebyggelse, ejerlav)